# سانحه هواپیمای B-۲ در سال ۲۰۰۸ پایگاه اندرسن
در تاریخ ۲۳ فوریه سال ۲۰۰۸ میلادی؛ یک فروند هواپیمای رادار گریز B-2 spirit نیروی هوایی ایالات متحده آمریکا لحظاتی بعد از تیک‌آف از پایگاه هوایی اندرسن، جزیره گوام، بر روی باند سقوط کرد. هواپیما منفجر شده امّا هر دو خدمه پرواز با موفقیت اجکت کردند؛  این حادثه اولین تلفات عملیاتی بمب افکن ب-۲ محسوب شده و تا سال ۲۰۲۵ تنها تلفات این هواپیما باقی مانده است. با زیان تخمینی ۱/۴ میلیارد دلار آمریکا، تنها با در نظر گرفتن هزینه خود هواپیما، این حادثه گران ترین سقوط هواپیما در تاریخ محسوب می‌شود.